# Rhein Fire
I Rhein Fire sono una squadra di football americano, di Düsseldorf, in Germania.
Nel 2022 è stata fondata una squadra con lo stesso nome che partecipa alla ELF.

## Storia
La squadra è stata fondata nel 1995 e ha chiuso nel 2007; ha vinto 2 World Bowl in NFL Europa.

## Palmarès
- 2 World Bowl (1998, 2000)